# Mencheper
Mencheper (Mn ḫpr) war ein hoher altägyptischer Beamter mit dem Titel Bürgermeister von Heliopolis = Hati-a-en-Iunu (Ḥ3tj-ˁ-n-Jwnw). Er ist von dem Fragment einer Stele und einer Opfertafel bekannt. Auf den Objekten wird auch seine Familie genannt, worunter sich seine Frau Zatti und mehrere Söhne befinden. Nach dem Stil der Denkmäler lebte Mencheper unter König Amenophis III.